# Pseudagrion pacificum
Pseudagrion pacificum là một loài chuồn chuồn kim trong họ Coenagrionidae.
Pseudagrion pacificum được Tillyard miêu tả khoa học năm 1924.